# Fortín de San Gerónimo de Boquerón

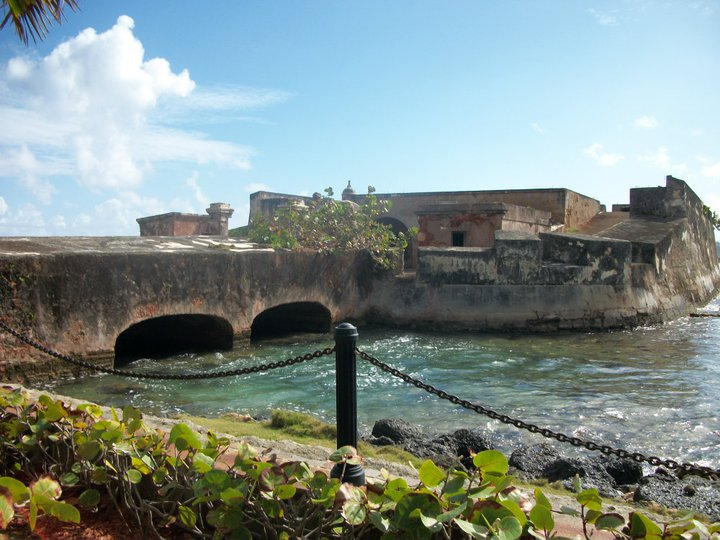
Het fort in 2012, het houten huis op het fort is gesloopt

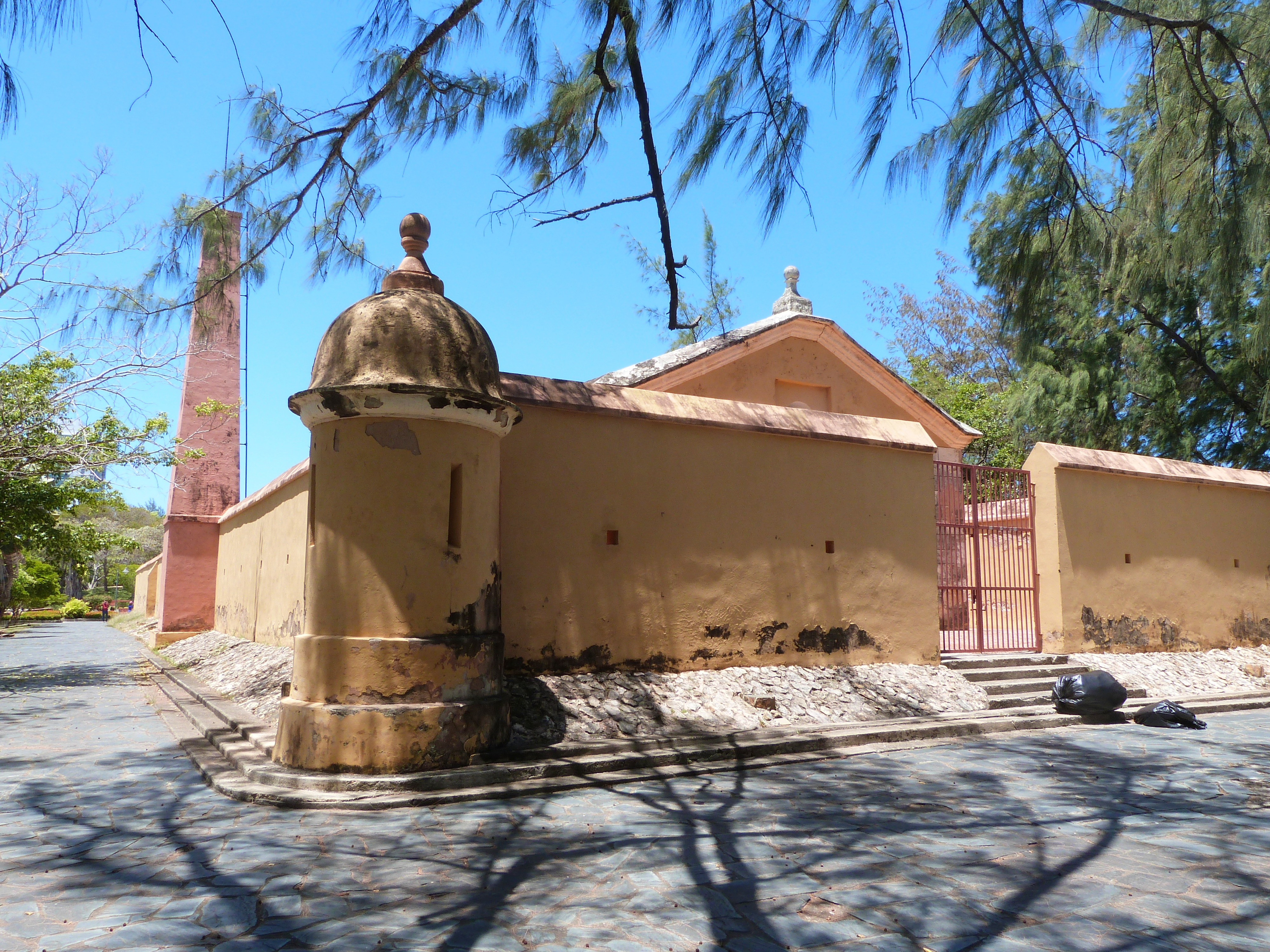
Het buskruitmagazijn in het Luis Muñoz Rivera park

Fortín de San Gerónimo de Boquerón is een klein fort gelegen aan de monding van de Condado-lagune in San Juan, de hoofdstad van Puerto Rico.

## Beschrijving
Het is een klein rechthoekig fort met ronde hoeken. Het is zo'n 31 meter breed, 53 meter lang en het hoogste punt ligt op circa negen meter boven de zeespiegel.
Het is gebouwd op een klein rotsplateau dat tijdens hoogwater onder water ligt. Voor de verbinding met het eiland San Juan is een brug gebouwd. Direct achter de poort is een kleine binnenplaats met een opslagplaats voor buskruit en barakken voor de soldaten. Links en rechts zijn hellingen waarover de kanonnen naar het dak werden gerold. Hier werden ze achter negen schietgaten geplaatst, waarvan de helft de smalle doorgang naar de baai dekten. In de noordmuur zit de enige erkertoren waar de wacht enigszins beschut de vijand in de gaten kon houden. Voor de watervoorziening zijn twee waterkelders aanwezig.

## Geschiedenis
Het fort werd gebouwd in de 18e eeuw ter vervanging van een kleinere batterij (genaamd El Boquerón) die op de oostpunt van het eiland San Juan stond. De originele Boquerón-batterij, met vier kanonnen, werd door de Spanjaarden gebruikt om de stad te verdedigen tegen aanvallen van Sir Francis Drake en John Hawkins in 1595. In 1598 volgde een aanval onder bevel van George Clifford, de 3e graaf van Cumberland, die het fort vernietigde.
In 1609 werd het hersteld in opdracht van gouverneur Don Gabriel de Rojas. Het fort kreeg toen reeds de huidige plaats en afmetingen. Het kreeg toen de naam San Gerónimo de Boquerón. Het werd nogmaals fors aangepakt in 1646 en 1664. Het werd in ook gebruikt als gevangenis.
Het fort werd in 1791 fors aangepast. Het werd onderdeel van de eerste verdedigingslinie van San Juan, samen met het Fortín San Antonio en het Fortín Escambrón. De tweede en laatste verdedigingslinie werd gevormd door het grote Castillo San Cristóbal, dat de eigenlijke stadsingang bewaakte. Het platform voor de kanonnen werd verhoogd en er kwamen grotere kamers voor de huisvesting van de soldaten en de opslag van munitie. De stenen brug met twee bogen werd verhoogd zodat het fort ook tijdens hoogwater goed bereikbaar was. In 1796 was het werk klaar. In het Luis Muñoz Rivera park werd een extra buskruithuis gebouwd (Spaans: Polvorín de San Gerónimo) en ligt op zo'n 700 meter afstand van het fort.
In 1797 speelden de forten San Gerónimo en San Antonio een cruciale rol in de verdediging tegen de aanvallen onder leiding van de Britse admiraal Henry Harvey en Sir Ralph Abercromby. Op 17 april 1797 landden zij hun troepenmacht van 14.000 man in Cangrejos, ongeveer vijf kilometer ten westen van San Juan. Het was een grote overmacht in vergelijking tot de paar duizend Spaanse verdedigers. Harvey blokkeerde met zijn schepen de haven. Abercromby nam de Martín Peña-brug in en blokkeerde zo de aanvoer van Spaanse versterkingen vanuit het zuiden. Vanuit die positie kon hij ook San Gerónimo en San Antonio vanuit Miramar met zijn kanonnen beschieten om de weg vrij te maken over de San Antonio-brug naar het eiland San Juan. De gouverneur van Puerto Rico en veldmaarschalk Don Ramón de Castro y Gutiérrez wist de opmars te verhinderen Britten faalden in hun verovering van San Juan. Op 30 april verlieten de Engelsen Puerto Rico.
De San Gerónimo en San Antonio liepen zware schade op door het constante bombardement tijdens de belegering die twee weken duurde. Beide forten werden na de strijd direct herbouwd.
Na de Spaans-Amerikaanse oorlog kwam het fort in handen van het Amerikaanse leger. In 1921 werd het overgedragen aan kolonel Baker die het voor 999 jaar mocht gebruiken als woonhuis. 
San Gerónimo werd op 11 oktober 1983 opgenomen in het National Register of Historic Places.
Na twee decennia gesloten te zijn voor het publiek, werd in 2018 de "Asociación Amigos del Fortín de San Jerónimo" opgericht, een non-profitorganisatie die als doelstelling heeft het behoud van het fort en de toekomstige heropening voor het publiek.